# گایو رافانلی
گایو رافانلی (کرواتی: Gajo Raffanelli; ۶ اوت ۱۹۱۳ – ۷ اوت ۱۹۸۸) بازیکن فوتبال اهل کرواسی بود.
از باشگاه‌هایی که در آن بازی کرده‌است می‌توان به باشگاه فوتبال هایدوک اسپلیت اشاره کرد.
وی همچنین در تیم ملی فوتبال کرواسی بازی کرده‌است.